# Грозовой перевал
«Грозово́й перева́л» (англ. Wuthering Heights) — единственный роман английской писательницы и поэтессы Эмили Бронте, опубликованный в декабре 1847 года под её псевдонимом Эллис Белл, и самое известное её произведение. Действие романа происходит на вересковых пустошах Уэст-Йоркшира и описывает драматические взаимоотношения двух семейств — Эрншо и Линтонов — с Хитклиффом. Образцово продуманный сюжет, новаторское использование нескольких повествователей, внимание к подробностям жизни поместного дворянства в сочетании с романтическим истолкованием природных явлений, ярким образным строем и переработкой условностей готического романа делают «Грозовой перевал» эталоном романа позднего романтизма и классическим произведением английской литературы.
Современники критиковали роман за спорное изображение в нём социопатии и физической жестокости, а также за вызов, брошенный в нём викторианской морали и религиозно-общественным ценностям.
«Грозовой перевал» был принят к печати Томасом Ньюби вместе с «Агнес Грей» Энн Бронте ещё до того, как роман «Джейн Эйр» их сестры Шарлотты получил всеобщее признание. Шарлотта редактировала второе издание «Грозового перевала» 1850 года уже после смерти Эмили. Роман многократно адаптирован для постановок в кино и театре. Он сохраняет доныне свою популярность — как характеризовал его профессор Т. Стоувелл: «предлагая читателю ведьминское варево из любви, страсти, мести, богатства и бедности, сверхъестественного».

## Сюжет

### Вступление
1801 год. Молодой житель Лондона мистер Локвуд в поисках уединения поселился в провинциальном поместье под названием мыза Скворцы. Он решает навестить хозяина поместья, мистера Хитклиффа, проживающего по соседству в усадьбе Грозовой перевал. Этот человек держится грубовато, отчуждённо. Несмотря на холодный приём, Локвуд решает нанести второй визит. По дороге на Грозовой перевал погода портится, начинает идти снег. Хозяева не изъявляют особого желания вторично принимать гостя, но Локвуд всё-таки попадает в дом. Здесь он обнаруживает других жильцов Грозового перевала: неразговорчивую девушку (как позднее окажется — Кэти Хитклифф), сварливого дворецкого Джозефа и необразованного молодого человека Гэртона, судя по его манере говорить, принадлежащего к числу слуг. Взаимоотношения между жильцами не отличаются дружелюбием как по отношению друг к другу, так и к Локвуду. Рассказчик хочет уйти, но никто не собирается провожать его в тёмное время, когда все дорожки замело снегом, и Локвуд остаётся ночевать в доме Хитклиффа. Зилла, ключница, проводит его в спальню, которой давно никто не пользуется. Там Локвуд находит дневник некой Кэтрин Эрншо, по-видимому, бывшей хозяйки этой спальни. Ночью Локвуду снится страшный сон, в котором призрак Кэтрин пытается ворваться в комнату через окно. Пронзительный крик Локвуда при пробуждении приводит мистера Хитклиффа в раздражение.
В сильный снегопад Локвуда всё же выпроваживают из усадьбы и он возвращается в мызу Скворцы, где заболевает. Проводя время в вынужденном безделье во время болезни, мистер Локвуд просит экономку Эллен (Нелли) Дин рассказать ему о странных жителях Грозового перевала. Она поведала ему историю мистера Хитклиффа.

### Рассказ Нелли
|                                  |                                  |                                  |                                  |                                  |                                  |                                 |                                 | [миссис Эрншо] + 1773                        | [миссис Эрншо] + 1773                        | [миссис Эрншо] + 1773                        | [миссис Эрншо] + 1773                        | [миссис Эрншо] + 1773                        | [миссис Эрншо] + 1773                        |  |  | мистер Эрншо + октябрь 1777                      | мистер Эрншо + октябрь 1777                      | мистер Эрншо + октябрь 1777                      | мистер Эрншо + октябрь 1777                      | мистер Эрншо + октябрь 1777                      | мистер Эрншо + октябрь 1777                      |                   |                   | [миссис Линтон] + 1780          | [миссис Линтон] + 1780          | [миссис Линтон] + 1780          | [миссис Линтон] + 1780          | [миссис Линтон] + 1780          | [миссис Линтон] + 1780          |  |  | мистер Линтон + 1780                            | мистер Линтон + 1780                            | мистер Линтон + 1780                            | мистер Линтон + 1780                            | мистер Линтон + 1780                                      | мистер Линтон + 1780                                      |                                                           |                                                           |                                                                                  |                                                                                  |                                                                                  |                                                                                  |                                                                                  |                                                                                  |  |  |
|                                  |                                  |                                  |                                  |                                  |                                  |                                 |                                 | [миссис Эрншо] + 1773                        | [миссис Эрншо] + 1773                        | [миссис Эрншо] + 1773                        | [миссис Эрншо] + 1773                        | [миссис Эрншо] + 1773                        | [миссис Эрншо] + 1773                        |  |  | мистер Эрншо + октябрь 1777                      | мистер Эрншо + октябрь 1777                      | мистер Эрншо + октябрь 1777                      | мистер Эрншо + октябрь 1777                      | мистер Эрншо + октябрь 1777                      | мистер Эрншо + октябрь 1777                      |                   |                   | [миссис Линтон] + 1780          | [миссис Линтон] + 1780          | [миссис Линтон] + 1780          | [миссис Линтон] + 1780          | [миссис Линтон] + 1780          | [миссис Линтон] + 1780          |  |  | мистер Линтон + 1780                            | мистер Линтон + 1780                            | мистер Линтон + 1780                            | мистер Линтон + 1780                            | мистер Линтон + 1780                                      | мистер Линтон + 1780                                      |                                                           |                                                           |                                                                                  |                                                                                  |                                                                                  |                                                                                  |                                                                                  |                                                                                  |  |  |
|                                  |                                  |                                  |                                  |                                  |                                  |                                 |                                 |                                              |                                              |                                              |                                              |                                              |                                              |  |  |                                                  |                                                  |                                                  |                                                  |                                                  |                                                  |                   |                   |                                 |                                 |                                 |                                 |                                 |                                 |  |  |                                                 |                                                 |                                                 |                                                 |                                                           |                                                           |                                                           |                                                           |                                                                                  |                                                                                  |                                                                                  |                                                                                  |                                                                                  |                                                                                  |  |  |
|                                  |                                  |                                  |                                  |                                  |                                  |                                 |                                 |                                              |                                              |                                              |                                              |                                              |                                              |  |  |                                                  |                                                  |                                                  |                                                  |                                                  |                                                  |                   |                   |                                 |                                 |                                 |                                 |                                 |                                 |  |  |                                                 |                                                 |                                                 |                                                 |                                                           |                                                           |                                                           |                                                           |                                                                                  |                                                                                  |                                                                                  |                                                                                  |                                                                                  |                                                                                  |  |  |
| Фрэнсис Эрншо + 1778 брак в 1777 | Фрэнсис Эрншо + 1778 брак в 1777 | Фрэнсис Эрншо + 1778 брак в 1777 | Фрэнсис Эрншо + 1778 брак в 1777 | Фрэнсис Эрншо + 1778 брак в 1777 | Фрэнсис Эрншо + 1778 брак в 1777 |                                 |                                 | Хиндли Эрншо 1757—1784 1774—1777: в колледже | Хиндли Эрншо 1757—1784 1774—1777: в колледже | Хиндли Эрншо 1757—1784 1774—1777: в колледже | Хиндли Эрншо 1757—1784 1774—1777: в колледже | Хиндли Эрншо 1757—1784 1774—1777: в колледже | Хиндли Эрншо 1757—1784 1774—1777: в колледже |  |  | Кэтрин Линтон лето 1765 — 20.03.1784 брак в 1783 | Кэтрин Линтон лето 1765 — 20.03.1784 брак в 1783 | Кэтрин Линтон лето 1765 — 20.03.1784 брак в 1783 | Кэтрин Линтон лето 1765 — 20.03.1784 брак в 1783 | Кэтрин Линтон лето 1765 — 20.03.1784 брак в 1783 | Кэтрин Линтон лето 1765 — 20.03.1784 брак в 1783 |                   |                   | Эдгар Линтон 1762 — август 1801 | Эдгар Линтон 1762 — август 1801 | Эдгар Линтон 1762 — август 1801 | Эдгар Линтон 1762 — август 1801 | Эдгар Линтон 1762 — август 1801 | Эдгар Линтон 1762 — август 1801 |  |  | Изабелла Хитклифф осень 1765 — 1797 брак в 1784 | Изабелла Хитклифф осень 1765 — 1797 брак в 1784 | Изабелла Хитклифф осень 1765 — 1797 брак в 1784 | Изабелла Хитклифф осень 1765 — 1797 брак в 1784 | Изабелла Хитклифф осень 1765 — 1797 брак в 1784           | Изабелла Хитклифф осень 1765 — 1797 брак в 1784           |                                                           |                                                           | Хитклифф [Хитклифф] 1764 — апрель 1802 с 1771 в семье Эрншо 1780—1783: на службе | Хитклифф [Хитклифф] 1764 — апрель 1802 с 1771 в семье Эрншо 1780—1783: на службе | Хитклифф [Хитклифф] 1764 — апрель 1802 с 1771 в семье Эрншо 1780—1783: на службе | Хитклифф [Хитклифф] 1764 — апрель 1802 с 1771 в семье Эрншо 1780—1783: на службе | Хитклифф [Хитклифф] 1764 — апрель 1802 с 1771 в семье Эрншо 1780—1783: на службе | Хитклифф [Хитклифф] 1764 — апрель 1802 с 1771 в семье Эрншо 1780—1783: на службе |  |  |
| Фрэнсис Эрншо + 1778 брак в 1777 | Фрэнсис Эрншо + 1778 брак в 1777 | Фрэнсис Эрншо + 1778 брак в 1777 | Фрэнсис Эрншо + 1778 брак в 1777 | Фрэнсис Эрншо + 1778 брак в 1777 | Фрэнсис Эрншо + 1778 брак в 1777 |                                 |                                 | Хиндли Эрншо 1757—1784 1774—1777: в колледже | Хиндли Эрншо 1757—1784 1774—1777: в колледже | Хиндли Эрншо 1757—1784 1774—1777: в колледже | Хиндли Эрншо 1757—1784 1774—1777: в колледже | Хиндли Эрншо 1757—1784 1774—1777: в колледже | Хиндли Эрншо 1757—1784 1774—1777: в колледже |  |  | Кэтрин Линтон лето 1765 — 20.03.1784 брак в 1783 | Кэтрин Линтон лето 1765 — 20.03.1784 брак в 1783 | Кэтрин Линтон лето 1765 — 20.03.1784 брак в 1783 | Кэтрин Линтон лето 1765 — 20.03.1784 брак в 1783 | Кэтрин Линтон лето 1765 — 20.03.1784 брак в 1783 | Кэтрин Линтон лето 1765 — 20.03.1784 брак в 1783 |                   |                   | Эдгар Линтон 1762 — август 1801 | Эдгар Линтон 1762 — август 1801 | Эдгар Линтон 1762 — август 1801 | Эдгар Линтон 1762 — август 1801 | Эдгар Линтон 1762 — август 1801 | Эдгар Линтон 1762 — август 1801 |  |  | Изабелла Хитклифф осень 1765 — 1797 брак в 1784 | Изабелла Хитклифф осень 1765 — 1797 брак в 1784 | Изабелла Хитклифф осень 1765 — 1797 брак в 1784 | Изабелла Хитклифф осень 1765 — 1797 брак в 1784 | Изабелла Хитклифф осень 1765 — 1797 брак в 1784           | Изабелла Хитклифф осень 1765 — 1797 брак в 1784           |                                                           |                                                           | Хитклифф [Хитклифф] 1764 — апрель 1802 с 1771 в семье Эрншо 1780—1783: на службе | Хитклифф [Хитклифф] 1764 — апрель 1802 с 1771 в семье Эрншо 1780—1783: на службе | Хитклифф [Хитклифф] 1764 — апрель 1802 с 1771 в семье Эрншо 1780—1783: на службе | Хитклифф [Хитклифф] 1764 — апрель 1802 с 1771 в семье Эрншо 1780—1783: на службе | Хитклифф [Хитклифф] 1764 — апрель 1802 с 1771 в семье Эрншо 1780—1783: на службе | Хитклифф [Хитклифф] 1764 — апрель 1802 с 1771 в семье Эрншо 1780—1783: на службе |  |  |
|                                  |                                  |                                  |                                  |                                  |                                  |                                 |                                 |                                              |                                              |                                              |                                              |                                              |                                              |  |  |                                                  |                                                  |                                                  |                                                  |                                                  |                                                  |                   |                   |                                 |                                 |                                 |                                 |                                 |                                 |  |  |                                                 |                                                 |                                                 |                                                 |                                                           |                                                           |                                                           |                                                           |                                                                                  |                                                                                  |                                                                                  |                                                                                  |                                                                                  |                                                                                  |  |  |
|                                  |                                  |                                  |                                  | Гэртон Эрншо * 1778 брак в 1803  | Гэртон Эрншо * 1778 брак в 1803  | Гэртон Эрншо * 1778 брак в 1803 | Гэртон Эрншо * 1778 брак в 1803 | Гэртон Эрншо * 1778 брак в 1803              | Гэртон Эрншо * 1778 брак в 1803              |                                              |                                              |                                              |                                              |  |  |                                                  |                                                  |                                                  |                                                  | Кэти * 20.03.1784                                | Кэти * 20.03.1784                                | Кэти * 20.03.1784 | Кэти * 20.03.1784 | Кэти * 20.03.1784               | Кэти * 20.03.1784               |                                 |                                 |                                 |                                 |  |  |                                                 |                                                 |                                                 |                                                 | Линтон Хитклифф сентябрь 1784 — сентябрь 1801 брак в 1801 | Линтон Хитклифф сентябрь 1784 — сентябрь 1801 брак в 1801 | Линтон Хитклифф сентябрь 1784 — сентябрь 1801 брак в 1801 | Линтон Хитклифф сентябрь 1784 — сентябрь 1801 брак в 1801 | Линтон Хитклифф сентябрь 1784 — сентябрь 1801 брак в 1801                        | Линтон Хитклифф сентябрь 1784 — сентябрь 1801 брак в 1801                        |                                                                                  |                                                                                  |                                                                                  |                                                                                  |  |  |
|                                  |                                  |                                  |                                  | Гэртон Эрншо * 1778 брак в 1803  | Гэртон Эрншо * 1778 брак в 1803  | Гэртон Эрншо * 1778 брак в 1803 | Гэртон Эрншо * 1778 брак в 1803 | Гэртон Эрншо * 1778 брак в 1803              | Гэртон Эрншо * 1778 брак в 1803              |                                              |                                              |                                              |                                              |  |  |                                                  |                                                  |                                                  |                                                  | Кэти * 20.03.1784                                | Кэти * 20.03.1784                                | Кэти * 20.03.1784 | Кэти * 20.03.1784 | Кэти * 20.03.1784               | Кэти * 20.03.1784               |                                 |                                 |                                 |                                 |  |  |                                                 |                                                 |                                                 |                                                 | Линтон Хитклифф сентябрь 1784 — сентябрь 1801 брак в 1801 | Линтон Хитклифф сентябрь 1784 — сентябрь 1801 брак в 1801 | Линтон Хитклифф сентябрь 1784 — сентябрь 1801 брак в 1801 | Линтон Хитклифф сентябрь 1784 — сентябрь 1801 брак в 1801 | Линтон Хитклифф сентябрь 1784 — сентябрь 1801 брак в 1801                        | Линтон Хитклифф сентябрь 1784 — сентябрь 1801 брак в 1801                        |                                                                                  |                                                                                  |                                                                                  |                                                                                  |  |  |

30 лет назад мистер Эрншо, хозяин Грозового перевала, где уже тогда прислуживала Нелли, на обратном пути из Ливерпуля подобрал умирающего ребёнка и назвал его Хитклиффом. Ребёнок поначалу, до смерти мистера Эрншо, воспитывался вместе с хозяйскими детьми, причём отец выделял его больше, чем своих детей, особенно после смерти миссис Эрншо. Хитклифф очень сдружился с Кэтрин, но брат её, Хиндли, из-за ревности ненавидел мальчика, тайком бил его и издевался над ним.
Хиндли отправили в колледж, а через три года старший Эрншо умер. Хиндли вернулся к похоронам отца со своей женой Фрэнсис, унаследовал дом и разрешил Хитклиффу остаться лишь на правах простого батрака, а затем забросил всякие заботы о своей сестре, всё время проводя с супругой.
Хитклифф с Кэтрин были неразлучны, бегали подсматривать за Линтонами, которые владели в ту пору мызой Скворцами. Там на Кэтрин напала собака Линтонов, и они решили оставить девочку у себя, отправив Хитклиффа домой. Они приучили её к хорошим манерам, и она познакомилась с детьми Линтонов Эдгаром и Изабеллой. Дружба Кэтрин с Линтонами стала яблоком раздора с Хитклиффом. Во время визита Линтонов к Эрншо Хиндли и Эдгар издевались над Хитклиффом, в результате чего завязалась драка, и Хитклифф был заперт на чердаке. Там он поклялся отомстить им.
У Хиндли Эрншо родился сын, названный Гэртоном, но сразу после родов жена Хиндли умерла. Потеряв самое дорогое, что у него было, он запил, стал буйствовать и превратился в «угрюмого, лютого человека». Через два года, в глубине души осознавая свою любовь к Хитклиффу, Кэтрин решила выйти замуж за Эдгара Линтона. В противоположность Хитклиффу, Эдгар отличался благородным воспитанием, мягкостью, добротой и прекрасными манерами, которые привлекли Кэтрин. Она начала открыто насмехаться над Хитклиффом и корить его за невежественность, чем невольно настроила против Линтонов. Хитклифф услышал, как она говорила о его низком социальном положении с Нелли Дин, и тут же, ни с кем не прощаясь, покинул Грозовой перевал. Кэтрин очень тяжело пережила это, но оправившись, всё-таки вышла замуж за Эдгара и покинула Грозовой перевал, переехав в мызу Скворцы. С собой она забрала Нелли, а маленький Гэртон остался один на попечение отца.

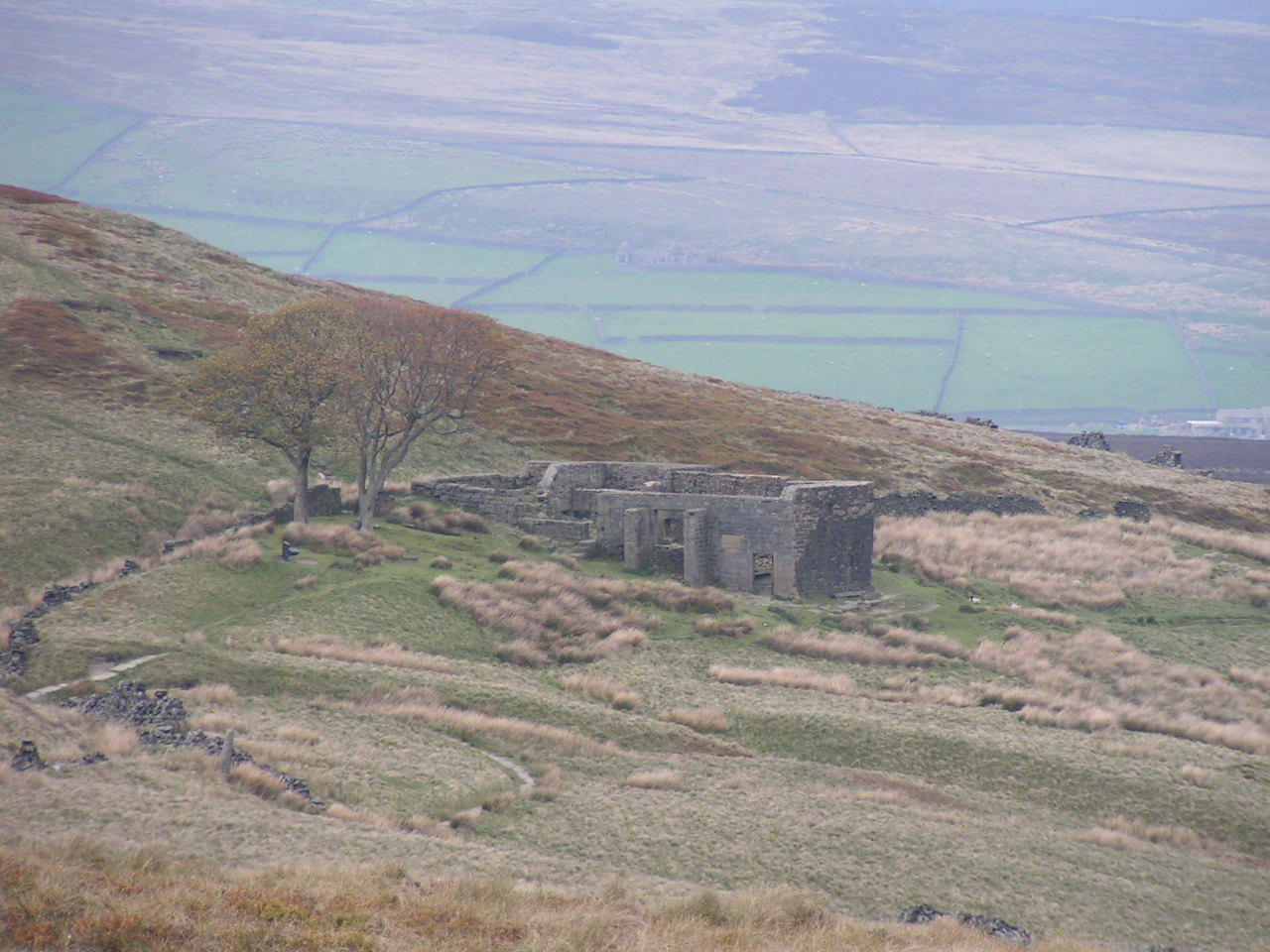
Разрушенная ферма «Топ-Уитинс» близ Хоэрта считается источником вдохновения для написания «Грозового перевала»

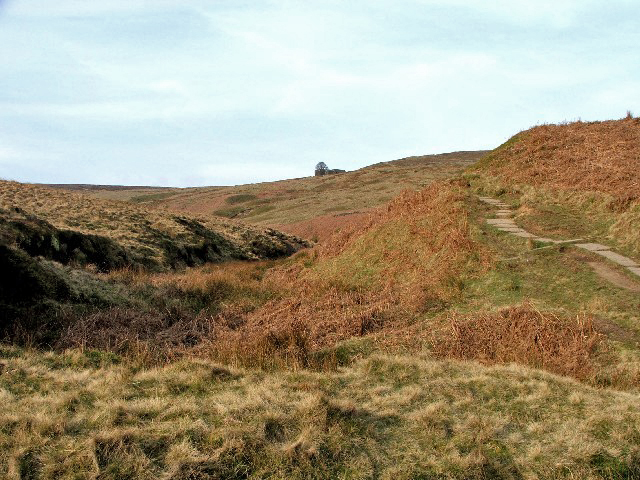
Вид на разрушенную ферму Топ-Уитинс, предположительно, ставшую прообразом усадьбы в «Грозовом перевале»

Через три года Хитклифф вернулся джентльменом и нарушил мирное течение жизни Эдгара и Кэтрин, которая обезумела от счастья при виде старого друга. Они по-прежнему любили друг друга. Странник поселился на Грозовом перевале и очень часто навещал мызу Скворцы. Эдгар недолюбливал Хитклиффа, но терпел его ради жены. В Хитклиффа влюбляется Изабелла Линтон, представлявшая его романтическим героем. Кэтрин, которая хорошо знала озлобленную душу своего друга, пыталась отговорить золовку («Он лютый, безжалостный человек, человек волчьего нрава»), но всё напрасно. Хитклифф в ответ стал оказывать Изабелле знаки внимания и поддерживать её увлечённость в качестве мести Кэтрин. Кэтрин по этой причине поссорилась с ним. Он открыто признался, что любил её и хотел отомстить Линтону. Это слышала Нелли, рассказчица, и передала разговор хозяину. Эдгар, не желая мириться с обществом Хитклиффа, навсегда изгнал его из своего дома. В результате перепалки Кэтрин, будучи беременной ребёнком от Эдгара, заперлась в своей комнате и отказывалась от еды, так никогда и не оправившись от этого удара. Хиндли Эрншо в это время продолжал пить и играть в карты, а Хитклифф, разбогатевший за три года, оплатил все его карточные долги под залог Грозового перевала. В итоге Изабелла Линтон сбежала с Хитклиффом, согласившись выйти замуж за него. После свадьбы открылись его истинные мотивы: изнеженная Изабелла столкнулась с унижениями, жестокостью, холодностью мужа, и они вернулись на Грозовой перевал.
Хитклифф, узнав о непрекращавшейся болезни Кэтрин, тайком пробрался к своей возлюбленной, которая в неистовом буйстве чувств теряет последние силы. Той же ночью Кэтрин родила дочь Кэти и через два часа после родов умерла. Хитклифф от горя вышел из себя, призвав её призрака посещать его всю оставшуюся жизнь. Изабелла вскоре сбежала от Хитклиффа на юг, где у неё родился его сын, Линтон Хитклифф. Через полгода после смерти Кэтрин умер и её брат Хиндли Эрншо, и усадьба по залогу перешла в собственность Хитклиффа.
12 лет спустя, когда стало известно о смерти Изабеллы Хитклифф, Эдгар Линтон перевёз её сына, нервного и болезненного Линтона Хитклиффа, в Скворцы, и Хитклифф немедленно потребовал перевезти его сына к нему в дом. Нелли была вынуждена отвезти мальчика на Грозовой перевал. Когда Кэти Линтон исполнилось 16 лет, летом, во время прогулки с Нелли они встретили Хитклиффа и Гэртона Эрншо, который под «чутким руководством» хозяина превратился в неотёсанного, безграмотного деревенщину. Хитклифф заманил Кэти с няней на Грозовой перевал, где она встретила повзрослевшего Линтона, и поведал Нелли, что задумал женить сына на Кэти, чтобы закрепить свои права на мызу Скворцы и отомстить так ненавидимому им семейству Линтонов. По завещанию, если у Эдгара Линтона не было наследников мужского пола, имение переходило к его дочери и её сыну. Между Кэти и Линтоном началась тайная любовная переписка, которую ей пришлось прекратить под давлением отца и Нелли Дин. Хитклифф поведал Нелли и то, что в ночь после похорон Кэтрин Линтон он разрыл её могилу, и с тех пор её призрак посещает его.
Наступила осень. Здоровье Эдгара Линтона стало потихоньку ухудшаться, вызывая опасения его дочери. Проникшись жалостью к Линтону Хитклиффу, который был также смертельно болен, Кэти, сначала втайне от отца, а после — и по его разрешению, стала его регулярно посещать, заботясь о чрезвычайно капризном молодом человеке. В одну из таких встреч Хитклифф заманил Нелли и Кэти на Грозовой перевал и запер их, не пустив даже к умирающему Эдгару Линтону. Кэти была готова на всё, только бы проститься с отцом, и вышла замуж за Линтона Хитклиффа. Несмотря на то что даже после женитьбы Хитклифф не отпустил женщин, им все же удалось выбраться с Грозового перевала и застать последние часы Эдгара Линтона. После смерти отца за Кэти Хитклифф пришёл Хитклифф и увёл её на Грозовой перевал. По законам того времени всё приданое Кэти стало собственностью Линтона Хитклиффа. Через месяц умер и он. По завещанию, написанному Линтоном Хитклиффом, всё его имущество перешло к отцу, Хитклиффу. Кэти оказалась в полной власти Хитклиффа. На этом рассказ Нелли Локвуду закончился. Он покидает мызу Скворцы.

### Финал
8 месяцев спустя Локвуд снова посещает этот край. Там он находит Нелли на должности экономки на Грозовом перевале. Она рассказывает ему, что между Кэти и Гэртоном царит любовь и согласие, она учит его грамоте. Хитклифф умер. Это произошло следующим образом. Вскоре после того, как уехал Локвуд, у Кэти Хитклифф и Гэртона Эрншо зародилась дружба. Круг замкнулся. Как раньше Кэтрин и Хитклифф были друзьями и терпели обиды от Хиндли, так сейчас сдружились Кэти и Гэртон, страдая от Хитклиффа. Хитклифф же страдал от видений призрака Кэтрин Эрншо. Последние дни своей жизни Хитклифф находился в странном возбуждённом состоянии: ночами он бродил по полям, не ел, избегал молодых людей, объясняя это глазами Кэти, слишком похожими на глаза Кэтрин Эрншо. Одним дождливым утром Нелли, зайдя в его комнату, нашла его мёртвым.

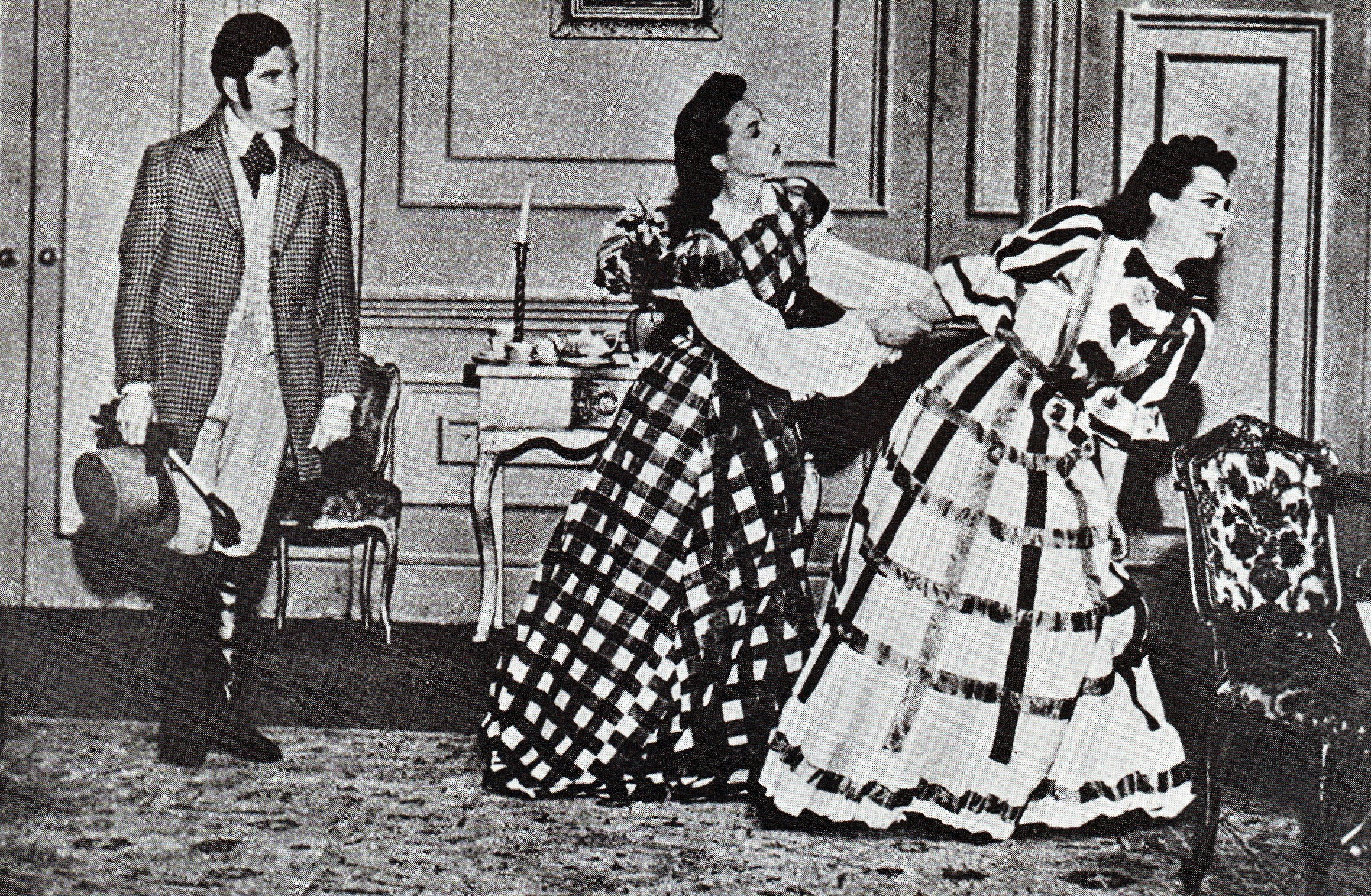
Одна из постановок романа, 1943 год

После этого Нелли рассказывает Локвуду, что молодые люди собираются пожениться и переехать жить в Скворцы. Джозеф остаётся на Грозовом перевале для поддержания там порядка. Местные рассказывают, что видят на пустошах призраков Кэтрин и Хитклиффа, бродящих вместе. Локвуд посещает на кладбище могилы Кэтрин, Эдгара и Хитклиффа, придя к заключению, что они, наконец, нашли мир и успокоение.

## Персонажи
- Хитклифф (англ. Heathcliff) — центральный мужской персонаж романа. Мистер Эрншо подбирает его на дороге, позднее избаловав его и всегда выделяя по сравнению с родным сыном Хиндли. Происхождение Хитклиффа является туманным. Отмечается, что он обладает смуглой кожей, тёмными волосами и похож на цыгана. В детстве они с Кэтрин становятся лучшими друзьями, а затем влюбляются друг в друга. Хитклифф одержим ею, озлоблен и мстителен, причём месть распространяется не только на врагов, но и на их наследников. Является байроническим героем, но всё же не может быть охарактеризован однозначно положительно или отрицательно в духе романтизма. Образ его до конца романа оказывается окутан некой тайной. Образ может быть навеян Бренуэллом Бронте, страдавшим от алкоголизма и опиумовой зависимости и часто терроризировавшим Эмили и её сестру Шарлотту своими припадками белой горячки в течение нескольких лет перед своей смертью. Хотя Хитклифф и не страдает от подобных зависимостей в романе, но на его образе, как и на образе Хиндли Эрншо, отразилось деструктивное поведение Бренуэлла, а на образе Линтона Хитклиффа — его болезненность.
- Кэтрин Эрншо (англ. Catherine Earnshaw, в замужестве Линтон) — свободолюбивая, эгоистичная и немного избалованная девушка, которая любит Хитклиффа так же, как и он её. Однако она решает, что он не годится ей в мужья, так как недостаточно хорошо образован и беден. Препятствуя своему естественному влечению, Кэтрин выходит замуж за своего друга Эдгара Линтона, втайне надеясь, что это рациональное решение поможет Хитклиффу пробиться в жизни. Однако Эдгар и Хитклифф ненавидят друг друга до такой степени, что беременная Кэтрин заболевает и через несколько часов после рождения дочери умирает в возрасте 19 лет. Впервые читатель узнаёт о ней из дневника и надписей, найденных Локвудом в её пустующей спальне.
- Эдгар Линтон (англ. Edgar Linton) — красивый, мягкий, хорошо воспитанный молодой человек, с рождения проживающий в «Скворцах» — прямая противоположность Хитклиффа по характеру. Женившись на непохожей по характеру Кэтрин, он терпеливо сносит капризы супруги, хотя поначалу шокирован её манерами. Представ в отрочестве не в лучшем свете, постепенно повзрослевший Эдгар раскрывается как благородный, мягкосердечный и внутренне светлый человек. Кэтрин, которая явно ценит мужа, вместе с тем раздражена его слишком спокойным темпераментом и неспособностью постоять за себя перед Хитклиффом. После смерти жены Эдгар показывает себя как прекрасный отец. Как и его отец, служил членом городского магистрата Гиммертона.
- Изабелла Линтон (англ. Isabella Linton, в замужестве Хитклифф) — младшая сестра Эдгара Линтона, достаточно романтичная девушка. Несмотря на предупреждения Кэтрин о сложном характере Хитклиффа, она решает, что любит его, и уезжает с ним на Грозовой перевал в свои 18 лет, становясь невольным инструментом его планов мести Эдгару. После свадьбы Хитклифф обходится с ней грубо. Перед родами, в 19-летнем возрасте, она сбегает в Лондон, где рождается их сын Линтон Хитклифф. Умирает в возрасте 32 лет, доверяя опеку над Линтоном своему брату Эдгару.
- Хиндли Эрншо (англ. Hindley Earnshaw) — старший брат Кэтрин, всегда ревновавший отца к Хитклиффу и издевавшийся над ним в отместку. Хиндли считает, что отец излишне благоволит к найдёнышу, а родному сыну совсем не уделяет внимания. Он ненавидит Хитклиффа и, вернувшись из колледжа с женой Фрэнсис после смерти отца, всячески третирует его. Хиндли очень счастлив в браке, что сглаживает негативные черты его характера. После того как жена умирает, он возвращается к деструктивному поведению, не заботится о своём сыне, спивается и проигрывает всю наличность в карты в посёлке. Его карточные долги оплачивает Хитклифф взаймы под залог Грозового перевала. В какой-то момент Хиндли пытается застрелить Хитклиффа из пистолета, но ему это не удаётся, а в ответ Хитклифф избивает его. Умирает в возрасте 27 лет, менее чем через год после смерти Кэтрин, не оставив сыну никакого наследства.
- Фрэнсис Эрншо (англ. Frances Earnshaw) — худенькая и болезненная жена Хиндли из небогатой семьи. Рождение сына подрывает её слабое здоровье, и Фрэнсис умирает от чахотки.

Их дети:
- Линтон Хитклифф (англ. Linton Heathcliff) — избалованный и болезненный сын Изабеллы и Хитклиффа, внешне похож на мать. Детство до 12 лет проводит с матерью на юге Англии и лишь при её смерти узнаёт имя своего отца и что он жив. Его жестокость и эгоистичный нрав только усугубились после проживания с отцом. По требованию отца в 16-летнем возрасте женится на 17-летней Кэти Линтон и вскоре после свадьбы умирает от болезни, похожей на чахотку.
- Кэти Линтон (англ. Catherine Linton, в замужестве Хитклифф) — милая и отзывчивая дочь Кэтрин и Эдгара Линтон. Хитклифф вынудил её выйти замуж за своего сына Линтона, чтобы стать хозяином Скворцов. Внешне Кэти напоминает мать только глазами и формой ноздрей. От отца ей досталась утончённая внешность и светлые волосы. Она строптива и горделива, как мать, но по мнению Эллен Дин, гораздо больше способна на кротость, внимание и любовь, чем Кэтрин Эрншо.
- Гэртон Эрншо (англ. Hareton Earnshaw) — сын Хиндли, воспитанный Хитклиффом в суровости и постоянном физическом труде. Ребёнок благородного происхождения вырос грубым и неотёсанным юношей, который даже не научился читать. Рассказчица Эллен Дин отмечает его крепкое телосложение и внешнюю привлекательность. Хитклифф расположен к юноше, так как видит в нём большое сходство с Кэтрин Эрншо. Гэртон бесконечно предан хозяину, но это не помешало ему проникнуться глубоким чувством к Кэти Линтон. Их союз разрушил проклятие рода.

Их слуги, специалисты и постояльцы:
- Джозеф (англ. Joseph) — суровый слуга, живущий на Грозовом перевале на протяжении 60 лет; ханжа, за показной христианской верой которого не скрывается истинного добра и человеколюбия. Домочадцы постоянно страдают от его обвинений в пособничестве дьявольским силам. В оригинале говорит на чистом йоркширском диалекте.
- Зилла (англ. Zillah) — ключница на Грозовом перевале после смерти Кэтрин. Она отвела Локвуду комнату, где много времени провели в детстве Кэтрин и Хитклифф. Недолюбливает Кэти за её заносчивость и не прислуживает ей по приказу Хитклиффа.
- Нелли (англ. Nelly), или более формально Эллен Дин — экономка в Скворцах, очевидец всей истории, которая рассказывает её Локвуду. Добрая, заботливая и не дающая себя в обиду женщина, которая росла вместе с Хитклиффом и Кэтрин, считает себя молочной сестрой Хиндли Эрншо (поскольку они были сверстниками, а её мать — его кормилицей), занимается воспитанием Гэртона и Кэти. Критики спорят о её личной роли в происходивших драматических событиях и о сомнениях в её нейтральности при их освещении.
- Мистер Локвуд (англ. Lockwood) — арендатор Хитклиффа, снимающий Скворцы после смерти Эдгара Линтона. От его лица начинается повествование, продолженное рассказом Нелли, который поведан ему во время лечения в Скворцах. Приехал в Йоркшир в поисках уединения, но в конце романа находит, что жизнь в обществе всё же предпочтительнее для него.
- Доктор Кеннет (англ. Dr. Kenneth) — доктор в Гиммертоне. Осматривает и лечит всех членов семей Линтон и Эрншо, особенно дружит с Хиндли. О его характере известно мало: он грубоватый, но честный человек.
- Мистер Грин (англ. Mr. Green) — продажный адвокат Эдгара, который вместо того, чтобы изменить его завещание так, чтобы Скворцы не достались Хитклиффу, перешёл на сторону последнего и помог ему унаследовать Скворцы.

## История публикации
Изначальный текст был опубликован в декабре 1847 года Томасом Котли Ньюби в виде трёхтомного романа вместе с «Агнес Грей» Энн Бронте: «Грозовой перевал» занимал первые два тома, а «Агнес Грей» составляла третий том.
В 1850 г. Шарлотта Бронте отредактировала изначальный текст для второго издания «Грозового перевала» и снабдила его предисловием. Она исправила ошибки в пунктуации и орфографии, а также приглушила резкий йоркширский диалект Джозефа. В письме издателю, У. С. Уильямсу, она говорила:
Мне кажется, что нужно изменить правописание реплик старого слуги Джозефа: хотя сейчас оно и отражает в точности йоркширский диалект для йоркширского слуха, но я уверена, что южане не разберут написанное  и не оценят одного из ярчайших персонажей книги.
Какие именно изменения произвела Шарлотта, исследует Айрин Уилтшир в своём эссе о диалектах и речи.

### Прообразы

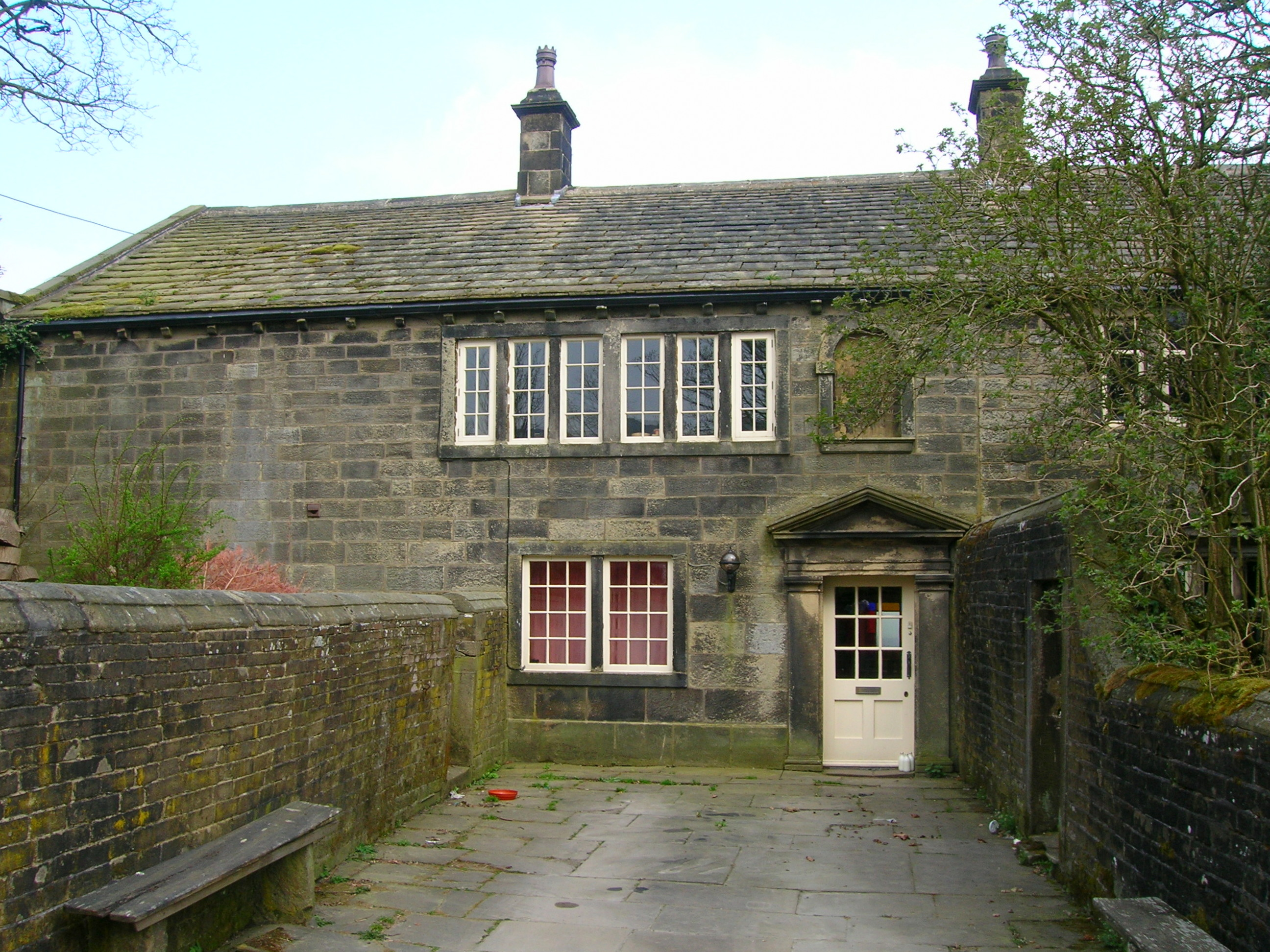
Понден-холл

## Популярность

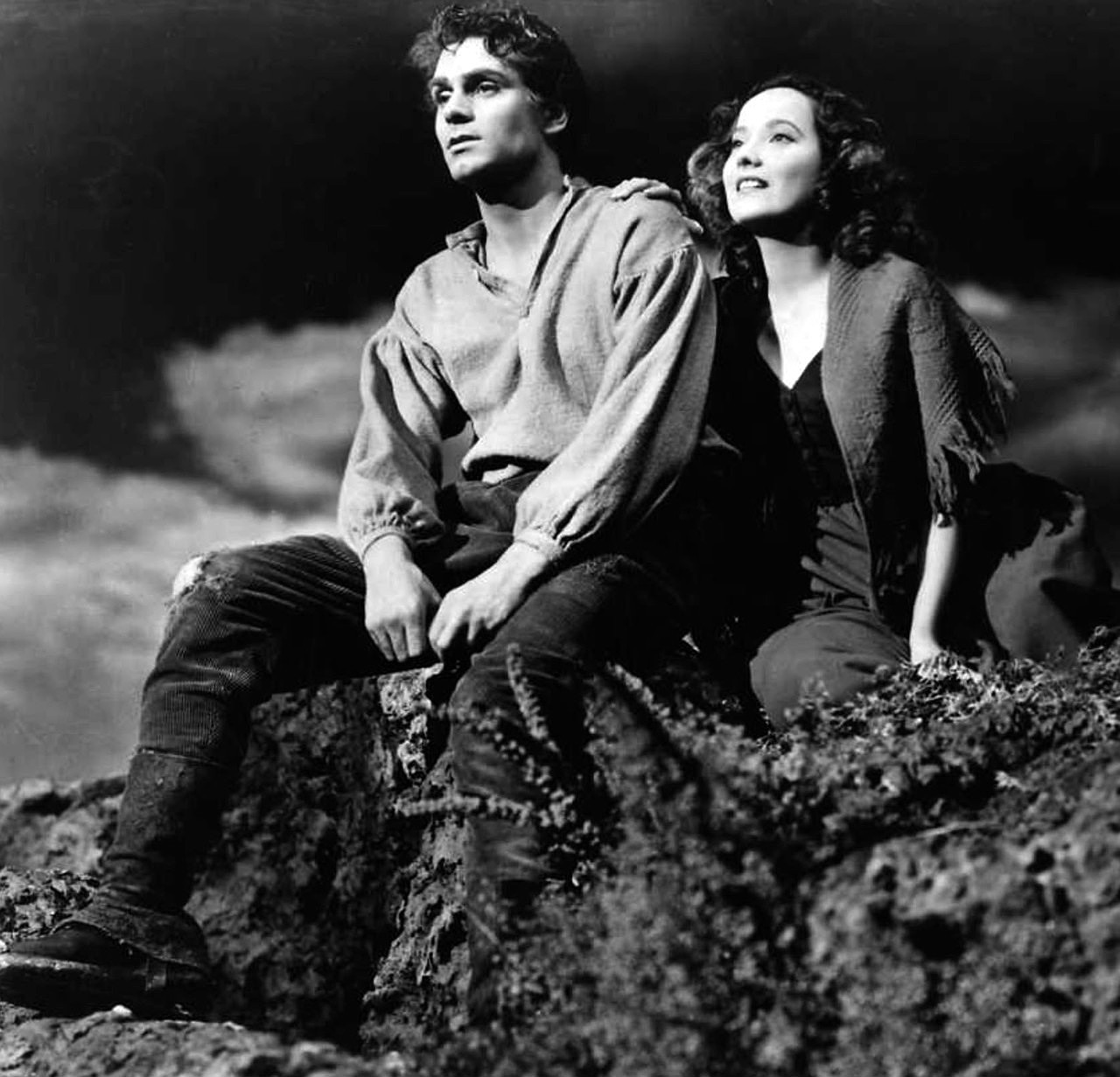
Лоренс Оливье и Мерл Оберон в экранизации 1939 года